# 청라커낼로
청라커낼로(Cheongna canal-ro)는 인천광역시 서구 청라동에 있는 도로로, 총 연장은 3.721 km이다. 이름이 유래된 것은 청라경관구조 계획에 의거하여 청라 중심에 커낼(Canal)이 있음을 부각하였기 때문이다.

## 역사
- 2012년 3월 30일 : 도로명으로 청라커낼로를 고시

## 주요 경유지
- 서구
  - 청라2동 - 청라3동[1]

## 접촉하는 도로
- 국제대로
- 청라한울로
- 경제로
- 청중로
- 청라루비로
- 크리스탈로
- 청라대로
- 청라사파이어로
- 보석로
- 첨단서로·첨단동로
- 비고 : 수도권제2순환고속도로와 간접 연결 가능